# Любенецкий, Андрей
Андрей (Анджей) Любенецкий или Любинецкий (пол. Andrzej Lubieniecki; около 1550 — 6 февраля 1623, с. Седлиска, ныне Люблинское воеводство Польши) — польский историк, писатель-арианин. Один из видных деятелей социнианского исповедания в Польше.

## Биография
Представитель польского дворянского рода Любенецкие герба Роля.
В 1569 вместе с отцом принимал участие в работе Сейма в Люблине, на котором была заключена Люблинская уния, союз между Королевством Польским и Великим княжеством Литовским, положивший начало единому федеративному государству, известному как Речь Посполитая.
С 1573 обучался в Париже, вращался при королевском дворе, был дворянином Ге́нриха III Валуа́ и Стефана Батория.
В 1583 стал участником религиозного протестантского движения Польские братья. С принятием социнианства подружился и стал сотрудничать с Социном, отдался пастырской деятельности в разных общинах.
Писал (по-польски и по-латыни) богословско-полемические трактаты («Catalogus disputationum», «Kommentarz na Apokalypsis» и др.) и исторические исследования. Из последних самое важное — история Польши (преимущественно церковных дел), написанная в 1616 г. и изданная в 1843 г. институтом Оссолинских («Poloneutichia albo krolewstwa Polskiego szczęscie» и т. д.).
В 1617—1619 вёл «Книгу друзей» (Liber amicorum), которая вмещает около 200 фамилий польских и зарубежных
антитринитариев.